# Treichelia longibracteata
Treichelia longibracteata är en klockväxtart som först beskrevs av Heinrich Wilhelm Buek, och fick sitt nu gällande namn av Wilhelm Vatke. Treichelia longibracteata ingår i släktet Treichelia och familjen klockväxter. Inga underarter finns listade i Catalogue of Life.